# Discographie de Georges Brassens

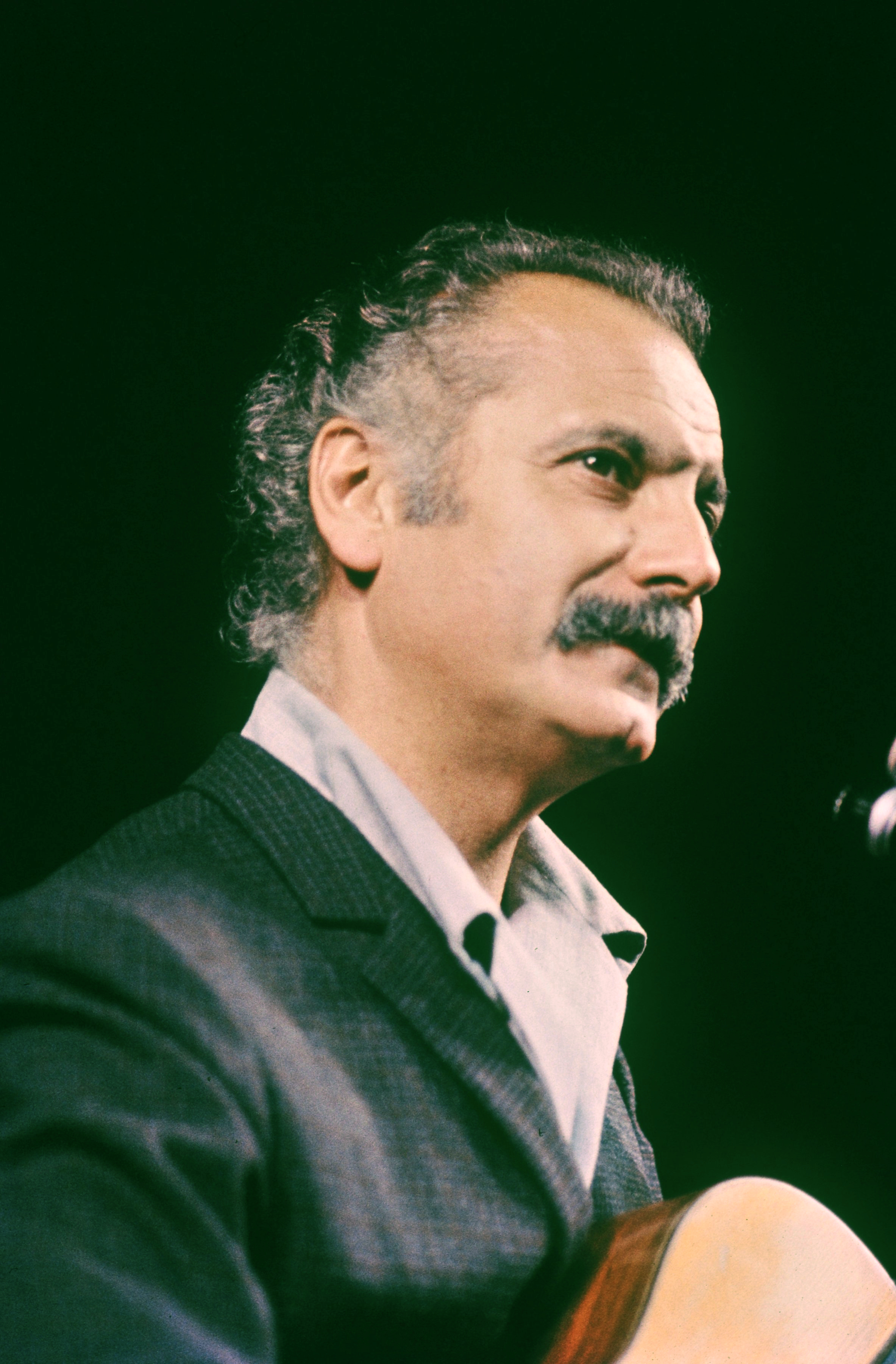
Georges Brassens.

Cet article regroupe la discographie de Georges Brassens.

## Discographie

### Compilations discographiques
Note : Liste non-exhaustive, de nombreuses compilations ou intégrales de l'œuvre de Georges Brassens ont été éditées.

### Brassens interprété par d'autres artistes
Si Maxime Le Forestier, interprète notoire, a repris l'ensemble des œuvres chantées de Brassens après la mort de celui-ci, des centaines d'interprètes de tous horizons ont enregistré plusieurs de ses chansons, notamment (de son vivant) Barbara (Barbara chante Brassens, 1960) ou Les Frères Jacques (Le Brassens des Frères Jacques, 1977), ainsi que (après sa mort), le batteur Moustache, qui enregistre sur un troisième album (Brassens ayant participé lui-même aux deux précédents) la suite des titres de Brassens adaptés en jazz instrumental (Hampton, Salvador, Clark Terry, Moustache et leurs amis jouent Brassens, 1983), Renaud (Renaud chante Brassens, 1996), les groupes toulousains Mej Trio (plusieurs albums en trente ans) et Brassen's Not Dead à la manière punk rock (album homonyme, 2006), le rappeur JoeyStarr avec une version de Gare au gorille intitulée Gare au Jaguarr (album du même nom, 2006) ou encore Émile Omar, qui a conçu une compilation de reprises à l'occasion de l'exposition Brassens ou la liberté à la Cité de la Musique (Brassens, Échos du monde, 2011).

#### Enregistrements et publications posthumes
- Dernières chansons inédites par Jean Bertola

1982 : double LP Philips. Grand Prix international du disque 1982 - Académie Charles-Cros.
1991 : CD Dernières chansons de Brassens par Jean Bertola (couverture différente), Philips/Phonogram
- Le Patrimoine de Georges Brassens par Jean Bertola

1985 : simple LP Philips
1991 : CD Le Patrimoine de Brassens interprété par Jean Bertola (couverture différente), Philips/Phonogram
- Petits bonheurs posthumes (12 nouvelles de Brassens), par Maxime Le Forestier

1996 : CD Polydor
- Sur le CD Renaud chante Brassens, la chanson posthume Les Illusions perdues

1996 : CD Virgin Records
- D'après la somme Georges Brassens, œuvres complètes (Le Cherche midi, 2007), il y a de nombreuses autres chansons posthumes : celles mises en musique par Éric Zimmermann et Claude Duguet, huit datant de Basdorf et chantées par René Iskin sur deux CD, six chantées par Brassens lui-même sur le CD Il n'y a d'honnête que le bonheur. En 2007, on relève une soixantaine de textes de Brassens distribués après sa mort sous forme de chansons, pour 120 publiés de son vivant.